# Liggend walstro
Liggend walstro (Galium saxatile, synoniem: Galium hercynicum Weigel) is een vaste plant uit de sterbladigenfamilie (Rubiaceae). De plant wordt ook wel 'hartekruid' genoemd. De plant komt van nature voor in West-Europa.
De plant wordt 7–30 cm hoog en vormt aan de voet uitlopers. De stengel is kantig, sterk vertakt en ook onderaan kaal. Soms wortelt de stengel op de knopen. De dicht opeenstaande omgekeerd eironde tot langwerpige bladeren staan in kransen van zes tot acht om de stengel en hebben een stekelpuntige top. Alleen de bloeiende stengels staan rechtop.
Liggend walstro bloeit van juni tot en met september, met witte, onaangenaam ruikende bloemen, die 2,5–4 mm breed kunnen worden. De helmknoppen zijn in het jonge stadium geel.
De vrucht is een tweedelige splitvrucht en is dicht bezet met spitse wratten. Op de deelvrucht zitten haakjes.

## Ecologie

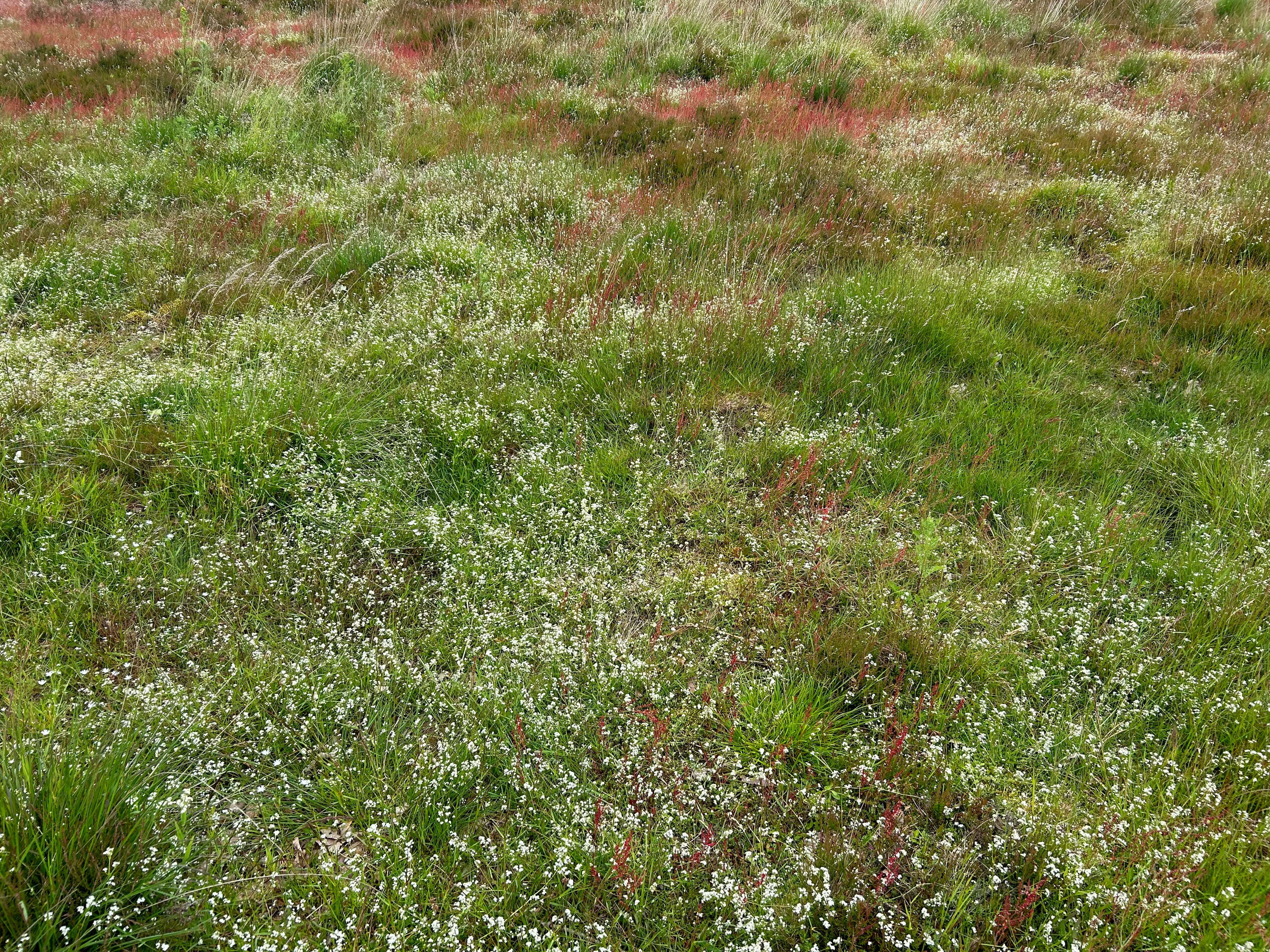
Liggend walstro in heischraal grasland van de associatie van liggend walstro en schapengras.

Het is een plant van droge, zure grond; ze is te vinden op heiden, kapvlakten, bermen en langs de bosrand.

### Syntaxonomie
Liggend walstro is een kensoort voor de associatie van liggend walstro en schapengras (Galio hercynici-Festucetum ovinae).
Tevens is het een indicatorsoort voor struisgrasvegetaties (ha) subtype Struisgraslanden en voor het droog heischraal grasland (hn), twee karteringseenheden in de Biologische Waarderingskaart (BWK) van Vlaanderen en het Brussels Hoofdstedelijk Gewest.

## Namen in andere talen
De namen in andere talen kunnen vaak eenvoudig worden opgezocht met de interwiki-links.
- Duits: Harzlabkraut, Harzer Labkraut
- Engels: Heath Bedstraw
- Frans: Gaillet du Harz, Gaillet des rochers